# Communauté de communes de la Lèze
La communauté de communes de la Lèze est une ancienne communauté de communes française, située dans le département de l'Ariège et la région Occitanie.

## Historique
La communauté de communes a été créée par un arrêté préfectoral du 29 décembre 1999 qui a pris effet le 1er janvier 2000.
Dans le cadre des dispositions de la loi portant nouvelle organisation territoriale de la République du 7 août 2015, qui prévoit que les établissements publics de coopération intercommunale (EPCI) à fiscalité propre doivent avoir un minimum de 15 000 habitants, seuil abaissé à 5 000 habitants dans certains territoires peu denses, notamment en montagne, la communauté de communes de l'Arize, avec une population municipale 2015 de 4 193 habitants, avait l'obligation légale de  fusionner avec une autre structure. Le schéma départemental de coopération intercommunale (SDCI) a prescrit cette fusion avec celle de la Lèze, estimant que leurs deux territoires sont situés dans la zone géographique des coteaux, entre des pôles structurants à l'échelle interdépartementale que sont Muret, Auterive, Pamiers, Foix, Saint-Girons, Cazères et Carbonne. Leurs deux bassins de vie présentent des caractéristiques similaires en ce qui concerne les pôles d'équipement, et les intercommunalités avaient déjà commencé à coopérer au travers par exemple du syndicat mixte transfrontalier Arize-Lèze ou dans le domaine de la culture et de l'office du tourisme commun Arize-Lèze.
Après délibérations très largement favorables des conseils communautaires et municipaux concernés, la communauté de communes de l'Arize et de la communauté de communes de la Lèze fusionnent donc  le 1er janvier 2017 pour former la communauté de communes Arize Lèze,.

## Territoire communautaire

### Composition
À sa disparition, la communauté de communes regroupait 13 communes :
| Nom                 | Code Insee | Gentilé      | Superficie (km2) | Population (dernière pop. légale) | Densité (hab./km2) |
| ------------------- | ---------- | ------------ | ---------------- | --------------------------------- | ------------------ |
| Le Fossat (siège)   | 09124      | Fossatois    | 14,41            | 1 081 (2014)                      | 75                 |
| Artigat             | 09019      | Artigatois   | 23,90            | 569 (2014)                        | 24                 |
| Carla-Bayle         | 09079      | Carlanais    | 35,52            | 773 (2014)                        | 22                 |
| Castéras            | 09083      | Castérasiens | 1,84             | 30 (2014)                         | 16                 |
| Durfort             | 09109      | Durfortois   | 10,98            | 150 (2014)                        | 14                 |
| Lanoux              | 09151      | Lanouxéens   | 3,75             | 52 (2014)                         | 14                 |
| Lézat-sur-Lèze      | 09167      | Lézatois     | 40,13            | 2 351 (2014)                      | 59                 |
| Monesple            | 09195      | Monespléens  | 6,09             | 24 (2014)                         | 3,9                |
| Pailhès             | 09224      | Pailhésois   | 21,52            | 441 (2014)                        | 20                 |
| Sainte-Suzanne      | 09342      | Suzannais    | 10,39            | 234 (2014)                        | 23                 |
| Saint-Ybars         | 09277      | Eparchois    | 24,31            | 634 (2014)                        | 26                 |
| Sieuras             | 09294      | Sieurassois  | 7,63             | 77 (2014)                         | 10                 |
| Villeneuve-du-Latou | 09338      | Villeneuvoux | 6,52             | 148 (2014)                        | 23                 |

### Démographie
| 2012  | 2013  |
| ----- | ----- |
| 6 611 | 6 578 |

## Organisation

### Élus
La communauté de communes était administrée par son conseil communautaire, composé de  conseillers municipaux représentant chacune des  communes membres.

### Liste des présidents
| Période                                  | Période       | Identité             | Étiquette | Qualité |
| ---------------------------------------- | ------------- | -------------------- | --------- | --- |
| Les données manquantes sont à compléter. |               |                      |           | |
|                                          | 2014          | René Massat          | PS        | Directeur de syndicat départemental d'électrification Député de l'Ariège (1985 → 1986 et 1988 → 1993) Conseiller général du Fossat (1985 → 2011) |
| 2014                                     | juin 2016     | Jean-Luc Couret      | PS        | Médecin Maire du Carla-Bayle (1989 → 2023) Conseiller général du Fossat (2011 → 2015) Démissionnaire                                             |
| août 2016                                | décembre 2016 | Jean-Claude Courneil | PS        | Retraité Maire de Lézat-sur-Lèze (2008 → ) Président de la CC Arize Lèze (2022 → )                                                               |

### Compétences
L'intercommunalité exerçait les compétences qui lio avaient été transférées par les communes membres, dans les conditions déterminées par le code général des collectivités territoriales.

### Régime fiscal et budget
La communauté de communes était un établissement public de coopération intercommunale à fiscalité propre.
Afin de financer l'exercice de ses compétences, la communauté de communes percevait une fiscalité additionnelle aux impôts locaux des communes, sans fiscalité professionnelle de zone (FPZ ) et sans fiscalité professionnelle sur les éoliennes (FPE).

## Réalisations
Conformément aux dispositions légales, une communauté de communes a pour objet d'associer des « communes au sein d'un espace de solidarité, en vue de l'élaboration d'un projet commun de développement et d'aménagement de l'espace ».